# Кох, Йорген Хансен
Йо́рген Ха́нсен Кох (дат. Jørgen Hansen Koch, 4 сентября 1787, Копенгаген — 30 января 1860, Копенгаген) — датский архитектор неоклассицизма. С 1835 года он возглавлял национальную датскую строительную администрацию, а с 1844 по 1849 год был директором Датской королевской академии искусств.
Йорген Кох и его жена Ида Кох были близкими друзьями писателя Ханса Кристиана Андерсена, который обычно навещал семью Кохов.

## Биография

### Ранние годы и образование
Йорген родился 4 сентября 1787 года в Копенгагене в семье судостроителя Йоргена Хансена Коха-старшего (1746—1801) и Анны Катрин (урождённая Фолькерсен) (1758—1809). Вначале учился на плотника. С 1807 по 1816 год он посещал Датскую королевскую академию искусств, где учился у Кристиана Фредерика Хансена, ведущего датского архитектора того времени. В 1818 году вместе со скульптором Германом Эрнстом Фройндом он отправился в Рим, где познакомился с Бертелем Торвальдсеном и другими членами датской колонии художников, проживавших в то время в городе. Фройнд стал ассистентом Торвальдсена, а Кох позже продолжил путешествие в Грецию, став первым датским архитектором, получившим образование в Датской королевской академии и посетившим колыбель классической архитектуры, которая была главным источником вдохновения для архитекторов того периода. Он также посетил Константинополь, потом поехал в Италию. В 1822 году Йорген вернулся в Данию через Францию и Великобританию.

### Карьера
Вернувшись в Данию, Кох был назначен королевским мастером-строителем, сменив Кристиана Фредерика Хансена на посту руководителя национальной строительной администрации. С 1835 года он также занимал профессорскую кафедру в Датской королевской академии, а с 1844 по 1849 год был её директором.
В 1837 году он вошел в состав Комитета по основанию Музея Торвальдсена.
Кох был ответственным за ряд реставраций и реконструкций королевских резиденций, включая дворец Брокдорфа (1827—1828) и особняк Бернсторфа (1829). Он также спроектировал ряд школ, в том числе латинскую школу Фредериксборга и кафедральную школу Роскильде (1842).
В Копенгагене Йорген спроектировал особняк Андреаса Хансена (1835) в Фредериксстадене.

### Связь семьи Кохов с Андерсеном

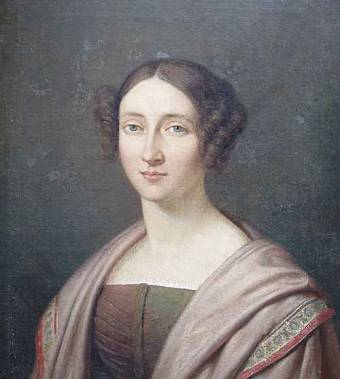
Ида Кох, урождённая Вульф, художник Й. Лунд (1831)

Йорген Кох был женат на Иде Кох, урождённой Вульф, дочери контр-адмирала Питера Фредерика Вульфа (1774—1848) и Ханны Генриетты Вайнхольт (1784—1836). У пары было трое сыновей: Йорген Хансен Кох-младший (1829—1919), учитель, Питер Фредерик Кох (1832—1907), юстициар, и Ханс Хенрик Кох (1836—1903), морской офицер, дослужившийся до звания вице-адмирала.

Йорген и Ида Кох принадлежали к кругу общения Ханса Кристиана Андерсена. Андерсену было предложено приходить в дом Кохов каждую пятницу на ужин. Андерсен также установил дружеские отношения с их детьми, которые сохранились и после смерти Йоргена и Иды, как и договорённость об ужине по пятницам. Андерсен также познакомился с другими членами семей Кохов и Вульфов.

### Смерть
Йорген Хансен Кох скончался 30 января 1860 года в Копенгагене и похоронен на Западном кладбище города.

## Память

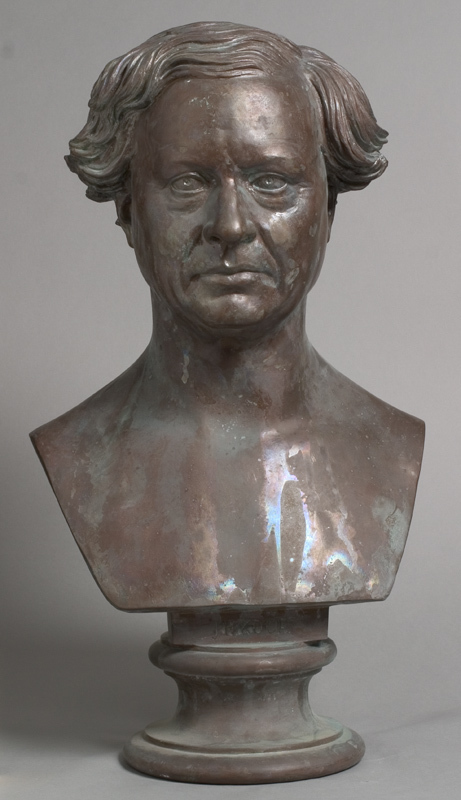
Бюст Йоргена Коха работы Г. Биссена, (1835)

В 1835 году (ещё при жизни Коха) датский скульптор Герман Вильгельм Биссен сделал бюст архитектора.